# Фрігг (міфологія)
Фрігг (давньосканд. Frigg) — в скандинавській міфології дружина Одіна, верховна богиня. Є покровителькою кохання, шлюбу, домашнього вогнища, народження дітей; є провидицею, якій відома доля будь-якої людини, але яка не ділиться цими знаннями ні з ким.
Матір'ю Фрігг уважають Фйорґюн (імовірно — богиня землі), а батьком — Нат з роду велетнів.
Сини Фрігг і Одіна: Бальдр, Гед, Гермод.
Фрігг мешкає в Фенсалірі (болотний будинок, іноді перекладається як водний або океанічний). Її помічники — сестра й служниця Фулла, посланниця Ґна і Глін — захисниця людей. Невідомо достеменно, є вони самостійними особистостями чи втіленнями Фрігг.
Символами Фрігг є прядка й пояс із ключами. У деяких джерелах Фрігг іменують Єленою, що означає «вогонь».

## Міфи про Фрігг
Коли Бальдра, її улюбленого сина, мучили тривожні сни, Фрігг узяла присягу в усіх речей та істот, що вони не завдадуть йому шкоди. Винятком стала лише омела, не взята нею до уваги. Це виявилося помилкою, тому що сліпий Гед з намови бога вогню Локі метнув у Бальдра спис з омели й ненавмисно вбив його. Фрігг намагалася визволити сина з царства мертвих, але зазнала невдачі, оскільки підступний Локі відмовився оплакати Бальдра.

## Цікавий факт
- На честь богині отримав назву окремий випадок трискаїдекафобії — «фріггатрискаїдекафобія». Вона полягає в патологічній боязні «п'ятниці, 13-го».